# Соколов, Владимир Тимофеевич
Владимир Тимофеевич Соколов (1827—1890) — русский композитор и певец, автор многочисленных романсов, имевших большое распространение в 1850-х и 1860-х годах.

## Биография
Родился 14 января 1827 года на Охтенском пороховом заводе, в семье штабс-лекаря Тимофея Михайловича Соколова и его жены Марии Петровны, недалеко от Санкт-Петербурга. Получил образование в Медико-хирургической академии, но жизнь посвятил не медицине, а музыке. Он является автором многочисленных романсов, многие из них выдержали до четырёх изданий. По характеру и мелодичности романсы Соколова могут быть отнесены к разряду романсов Гурилёва, Варламова; в некоторых из них видно направление Даргомыжского, который долгое время руководил его музыкальными занятиями. Особой популярностью пользовался его романс «Море и сердце».
Кроме романсов он писал дуэты, квартеты, трио, хоры. Многие романсы и песни других композиторов Соколов аранжировал на два, три и четыре голоса. Некоторые смешанные хоры из «Жизни за Царя» и «Руслана и Людмилы», а также духовные сочинения Давыдова, Галуппи, Березовского, Бортнянского он перекладывал на одни мужские или на одни женские голоса.
Соколову принадлежит почин переложения популярных фортепианных пьес (напр. «Frühlingslied» Мендельсона) для одного голоса с аккомпанементом. Многие песни без слов Мендельсона переложены им на два, три, четыре голоса.
В 1862—1869 годах преподавал пение в 1-м петербургском реальном училище. В 1872 году был приглашён помощником инспектора в Петербургскую консерваторию, позже был преподавателем пения в Полтавском кадетском корпусе.
Умер в чине коллежского советника 2 (14) мая 1890 года. Похоронен на Волковском православном кладбище.
В. Т. Соколов был женат на дочери артистки императорских театров Феодосии Александровны Поляковой Надежде Яковлевне Поляковой (1848-?). В этом браке родились дочери: Илария (1871-1949) и Мариамна (1875-?).
Старшая дочь композитора, певица Илария Райская, была второй женой Александра Валентиновича Амфитеатрова.